# Murilo Antunes Alves
Murilo Antunes Alves (São Paulo, 24 de agosto de 1919-São Paulo, 15 de febrero de 2010) fue uno de los periodistas más antiguos de Brasil en la actividad. 
Fue bachiller en derecho por la Facultad de Derecho de la Universidad de São Paulo.
Falleció en la ciudad de São Paulo el 15 de febrero de 2010.